# 立体角の比較
立体角の比較（りったいかくのひかく）では立体角を昇順に比較ができるよう、表にする。

## 表
| 因数  | SI接頭語                     | 値 (sr)    | 立体角の対象                                           |
| ----- | ---------------------------- | ---------- | ------------------------------------------------------ |
| 10−15 | フェムトステラジアン （fsr） | 1.2 fsr    | 最も明るい星 (シリウス, 角直径約 0.005 秒)             |
| 10−6  | マイクロステラジアン （μsr） | 6.8 μsr    | ISS (国際宇宙ステーション, 400 km 上空, 大きさ約 109m) |
| 10−6  | マイクロステラジアン （μsr） | 6.8 μsr    | 太陽や月 (地球から観測, 角直径 0.5°)                   |
| 10−5  | マイクロステラジアン （μsr） | 74 μsr     | フルムーン (月が地球に最も近い時の見かけのサイズ)      |
| 10−3  | ミリステラジアン （msr）     | 7.85 sr    | ゴルフボール (1m 離れた距離から観測)                   |
| 10−1  | デシステラジアン （dsr）     | 6.28 sr    | 正二十面体の 1 面 (中心から見た場合)                   |
| 100   | ステラジアン（sr）           | 1.57 sr    | 正八面体の 1 面 (中心から見た場合)                     |
| 100   | ステラジアン（sr）           | 3.14 sr    | 正四面体の 1 面 (中心から見た場合)                     |
| 100   | ステラジアン（sr）           | 1.8 sr     | 人間の両目の立体視範囲                                 |
| 100   | ステラジアン（sr）           | 6 sr       | 人間の視野 (両目, おおよそ)                            |
| 100   | ステラジアン（sr）           | 6.28 sr    | 半球                                                   |
| 100   | ステラジアン（sr）           | 5 sr       | 立方体の一面から見た他の 5 面                          |
| 100   | ステラジアン（sr）           | 2.46 sr    | 正方形の面 (立方体中心から見た場合)                    |
| 101   | デカステラジアン （dasr）    | 1.257 dasr | 全空間                                                 |